# Limax redii
Limax redii ist eine Nacktschnecken-Art aus der Familie der Schnegel (Limacidae), die zu den Landlungenschnecken (Stylommatophora) gehört. Es handelt sich um eine in einem kleinen Gebiet in den Südalpen endemische Art. Sie hat mit bis zu 85 cm einen der längsten „Penes“ aller bisher bekannten Limax-Arten. Es handelt sich dabei aber nicht um einen Penis im eigentlichen Sinn (wie z. B. bei Wirbeltieren), sondern er ist übertragendes und aufnehmendes Organ für das Sperma. Die Art ist nach Francesco Redi benannt, einem italienischen Arzt und Naturforscher, der 1684 die äußerst ungewöhnliche Kopulation dieser Art (oder wahrscheinlicher einer nahe verwandten Art) erstmals beschrieben hat.

## Merkmale
Limax redii wird ausgestreckt etwa 13 bis 15 cm lang, selten auch bis 23 cm. Die Exemplare sind cremefarben, bräunlich-sandfarben bis gelblich, gelegentlich auch mit einer leichten bläulichen Tönung, mit einzelnen unregelmäßig verteilten schwarzen Punkten, wobei der Mantel meist weniger dicht punktiert ist. Seltener kommen auch einfarbige Exemplare vor. Kopf und Tentakeln sind grau. Die Fußsohle ist einfarbig.
Im Genitalapparat ist der walzenförmige Penis bis zu 85 cm lang und stark gewunden. Der Penisretraktor setzt nahe dem apikalen Ende an, das als Blindsack ausgebildet ist. Die Längsfalten („Kämme“) im Innern des Penis beginnen bereits im blinden Ende. Im ausgestülpten Penis sitzen sie außen nahe der Penisspitze.

### Ähnliche Arten
Limax redii unterscheidet sich vor allem durch die wesentlich größere Penislänge vom Schwarzen Schnegel (Limax cinereoniger), der bei dieser Art „nur“ etwa körperlang ist, und durch das Kopulationverhalten. L. cinereoniger produziert kein Schleimband, L. redii ein „Schleimsegel“ und der Tigerschnegel (L. maximus) einen bis 40 cm langen Schleimfaden. Die Ausstülpung der Penes erfolgt bei L. cinereoniger und L. maximus sehr rasch in Sekunden, bei L. redii sehr langsam. Die Penes sind bei L. cinereoniger und L. maximus spiralig verdreht, bei L. redii nur anfänglich, später hängen sie parallel herunter und sind durch Schleim aneinander geheftet. Die gesamte Kopulation dauert bei L. cinereoniger und L. maximus etwa 30 bis 45 Minuten, bei L. redii bis zu 19 Stunden.

## Geographische Verbreitung und Lebensraum
Das Verbreitungsgebiet beschränkt sich auf ein kleines Gebiet in den Südalpen (Tessin und Lombardei westlich des Comer Sees). In der Schweiz steigt sie bis auf etwa 900 m Höhe an.
Die Art lebt dort in Laubmischwäldern mit viel totem Unterholz auf kalkigem Boden. Im Winter verkriechen sich die Tiere tief in der Erde oder zwischen Steinen. Sie leben im Sommer meist tief in der Laubstreu.

## Lebensweise
Über die Ernährung dieser Art im Biotop ist relativ wenig bekannt. In Gefangenschaft ließ sich die Art problemlos mit Gurken, Möhren und Salat füttern. Die Paarung findet im Biotop im September und Oktober bei feuchter Witterung und warmen Temperaturen statt. Sie dauert etwa 12 bis 19 Stunden. Ulrich Gerhardt beschrieb die Paarung detailliert, allerdings unter Laborbedingungen. Ein Tier nimmt die Verfolgung eines anderen Tieres auf. Dabei beleckt der Verfolger immer wieder die Schwanzspitze des Verfolgten. Die Bewegungen sind dabei langsamer und gemächlicher als beim Schwarzen Schnegel. Die Verfolgung endet schließlich mit der Einbiegung des Verfolgten nach rechts hinten und der Bildung eines Kreises. Dies findet meist in mehr als einem Meter Höhe über dem Boden an senkrechten Flächen, zum Beispiel Wänden, Mauern oder Bäumen statt. Danach heben sich die Vorderkörper ab und umwickeln sich. Die Umwicklung wird zunehmend enger, die Vorderkörper hängen nach unten, die Schwanzspitzen oben. Die Schwanzspitzen werden nun längs zur Hälfte von der Unterlage abgehoben; gleichzeitig wird sehr viel Schleim abgesondert. Dabei kommt es zur Bildung eines sogenannten „Schleimsegels“, zwei dreieckigen Schleimflächen, mit denen die Tiere an der Unterlage festgeheftet sind. Dabei werden die Penes zunächst noch nicht ausgestülpt. Erst nachdem die spätere Kopulationsstellung eingenommen ist, beginnen die Penes sich auszustülpen. Dies kann von der Bildung des Kreises bis zur Ausstülpung über 20 Minuten dauern. Die Köpfe der Tiere ziehen sich dabei immer mehr unter den Mantelschild zurück, der wie eine spitze Kapuze nach unten ragt. Das folgende Ausstülpen der Penes geht sehr langsam vonstatten; es kann über eine Stunde dauern. Erst wenn die Penes etwa 2 cm ausgestülpt sind, beginnt die Umwicklung der Penes (rund 1 ¼ Stunden nach Beginn der Umwicklung der Vorderkörper). In dieser Phase bildet sich auch die sogenannte „blaue Zone“ in den Penes heraus. Während die Spitzen der Penes beinfarbig sind, sammelt sich in dem Bereich darüber blaue Körperflüssigkeit (Hämolymphe) an; die Basen der Penes sind wiederum weißlich.
Die nun folgende eigentliche Begattung kann über 12 Stunden dauern. Die Umwicklung der Penes wird mit zunehmender Ausstülpung (bei 3 cm sind drei Windungen vorhanden) wieder aufgegeben. Die beiden Penes hängen nun parallel nebeneinander und sind bis auf die Spitzen mit Schleim aneinander geheftet. In der Phase der Verlängerung der Penes werden sie in unregelmäßigen Abständen ein kleines Stück eingezogen, um sich danach wieder über das vorherige Maß zu verlängern. Die Spitzen bewegen sich lebhaft. Sind die Penes etwa 20 cm ausgestülpt, erscheinen an der Basis der Penes die weizenkorngroßen Spermapakete (in der Literatur auch Spermatophoren genannt), allerdings meist nicht gleichzeitig. Nun geht die weitere Verlängerung rasch von sich und die Penes können bei großen Exemplaren eine Länge von 85 cm erreichen. Dabei werden die Penes nicht kontinuierlich ausgestülpt, sondern eine Verlängerung ist gefolgt von einer kleineren Verkürzung und einer Verlängerung über das vorige Maß hinaus usw. Die Kämme sind aufgerichtet, sie überragen die „blaue Zone“ um etwa vier bis fünf Zentimeter. Die Penisenden sind verdickt. Die Spermapakete durchwandern nun die Penisschläuche. Da sie nicht gleichzeitig austreten, erreicht ein Spermapaket als erstes die Penisspitze. Ulrich Gerhardt beobachtete sogar bei einem Kopulationspaar, dass ein Spermapaket das andere überholte, obwohl es später an der Penisbasis ausgetreten war. Das erste Spermapaket stoppt nun etwa einen halben Zentimeter oberhalb der Penisspitze und bleibt in dieser Position. Das zweite Spermapaket erreicht schließlich auch die blaue Zone und nun beginnt eine Art Pumptätigkeit. Durch das Verkürzen der Penisschläuche wird blaue Flüssigkeit nach oben, über die Spermatophore gedrückt. Bei der anschließenden Verlängerung wird die blaue Flüssigkeit abwärts gedrückt und die Spermatophore rückt ein Stück vor. Schließlich erreicht die Spermatophore und auch die blaue Flüssigkeit die Spitze des Penis und färbt auch die Kämme blau, während Kämme und Spitze des anderen Penis weiß bleiben und sich die blaue Zone deutlich über der Spitze befindet.
Haben die Spermapakete die Spitzen unter leichter Drehung der Spitzen in die Horizontale erreicht, beginnt die Übertragung der Spermapakete. Erscheint nun das Spermapaket an der Penisspitze, öffnet sich der Kamm zu einer nach oben offenen Tasche, nimmt das Spermapaket auf, schlägt sich um den Penis des Partners und heftet das Spermapaket an. Gleiches geschieht nun auch mit dem Spermapaket des anderen Partners. Dies geschieht alles sehr schnell in Sekunden. Danach verwickeln sich die letzten 10 cm und nun beginnt das Einziehen und Einstülpen. Die Spermapakete werden in die Penes aufgenommen. Das Einziehen der Penes geht in wenigen Minuten vonstatten. Die Tiere strecken ihre Köpfe unter dem Mantel vor und beginnen sich voneinander zu lösen. Nach ungefähr sechs Minuten haben sich die Tiere voneinander gelöst, die Penes sind bis auf wenige Zentimeter eingezogen. Es kann dann allerdings noch eine weitere halbe Stunde dauern, bis die Penes vollständig eingezogen sind. Das Paarungsritual mit Kopulation und Trennung der Tiere kann insgesamt bis zu 19 Stunden dauern.

## Taxonomie
Die Kopulation von Limax redii (oder wahrscheinlicher von einer nahe verwandten Art) wurde bereits 1684 von Francesco Redi erstmals dokumentiert. Er machte seine Beobachtungen in der Toskana, einem Gebiet, in dem Limax redii nach heutiger Kenntnis nicht vorkommt. Das Werk von Francesco Redi wurde 2012 durch Andrea Benocci und Manganelli historisch gewertet. Später beschrieben Bernhard Peyer und Eduard Kuhn die Kopulation erneut. Allerdings nahmen sie an, dass es sich um L. cinereoniger handelt. Erst Ulrich Gerhardt erkannte die Eigenständigkeit des Taxon und benannte es zu Ehren von Francesco Redi Limax redii. Das Typmaterial stammte aus Serpiano (Kanton Tessin, Schweiz). Manganelli et al. (1995) betrachten L. redii als jüngeres Synonym von Limax punctulatus Sordelli, 1871, allerdings ohne dafür eine Begründung zu geben. Die Anatomie und das Kopulationsverhalten dieser Art sind bisher (vom Locus typicus) nicht bekannt. Zu dieser Art wurde auch eine Population aus Bulgarien gestellt. Deren Kopulation ist durch Ivaylo Dedov dokumentiert worden und differiert fundamental mit dem Kopulationsverhalten von L. redii. Der Penis ist im ausgestülpten Zustand knapp körperlang und spiralig verdreht. Die Anheftung der Partner an der Unterlage erfolgt durch die Schwanzspitzen. Dies ist vergleichbar mit dem Kopulationsverhalten des Schwarzen Schnegels (Limax cinereoniger). Zumindest diese bulgarische Population ist definitiv nicht identisch mit L. redii.